# Arsenal vénitien de Gouviá
Ne doit pas être confondu avec Arsenal de Venise.

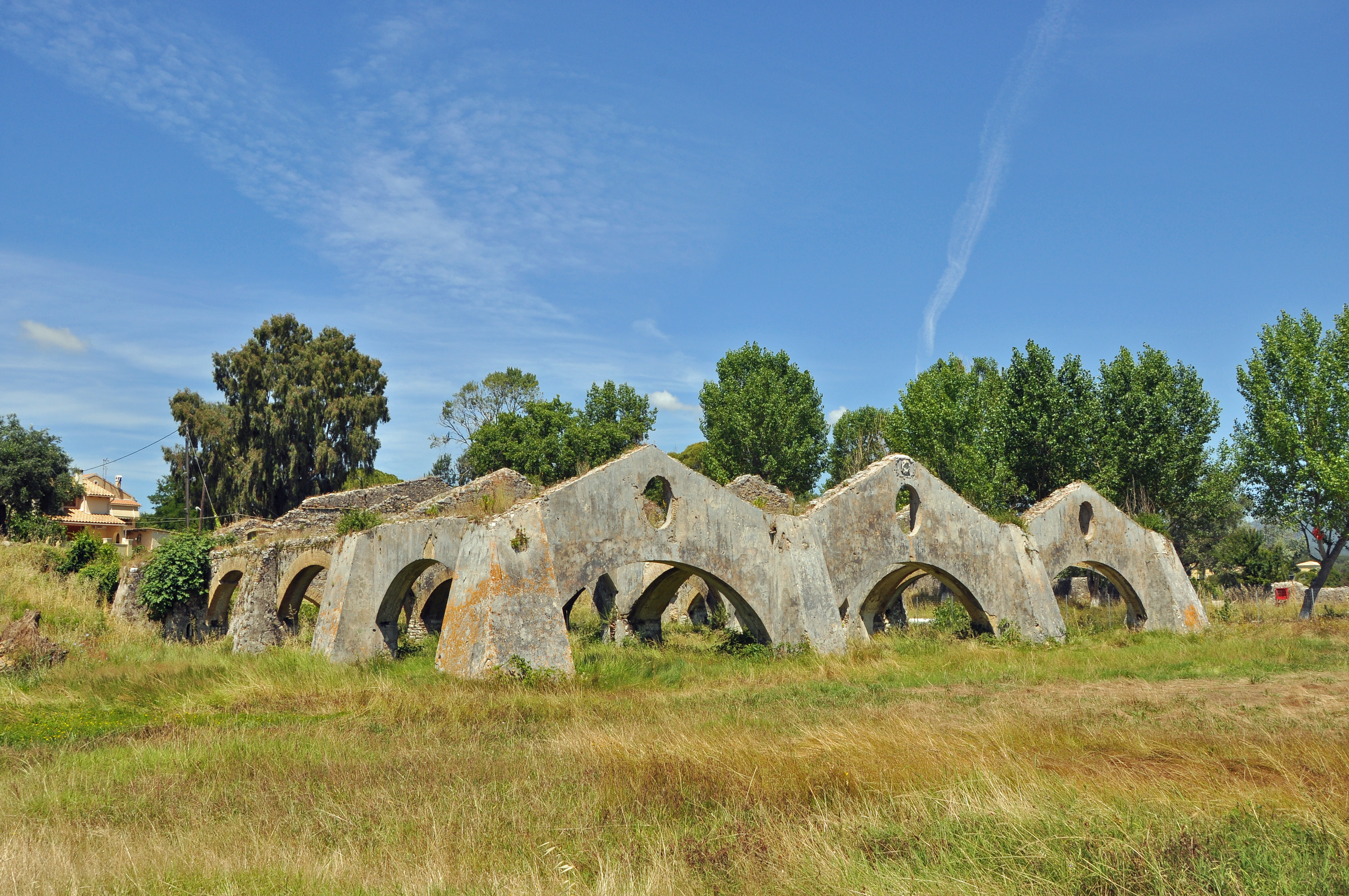
Ruines de l'arsenal vénitien.

L'arsenal vénitien de Gouviá est un chantier naval construit par les Vénitiens au cours de leur domination de Corfou au XVIIIe siècle.
Il se situe près de la baie de Gouviá et des ruines sont encore visibles : les colonnes et voûtes, sans toit.

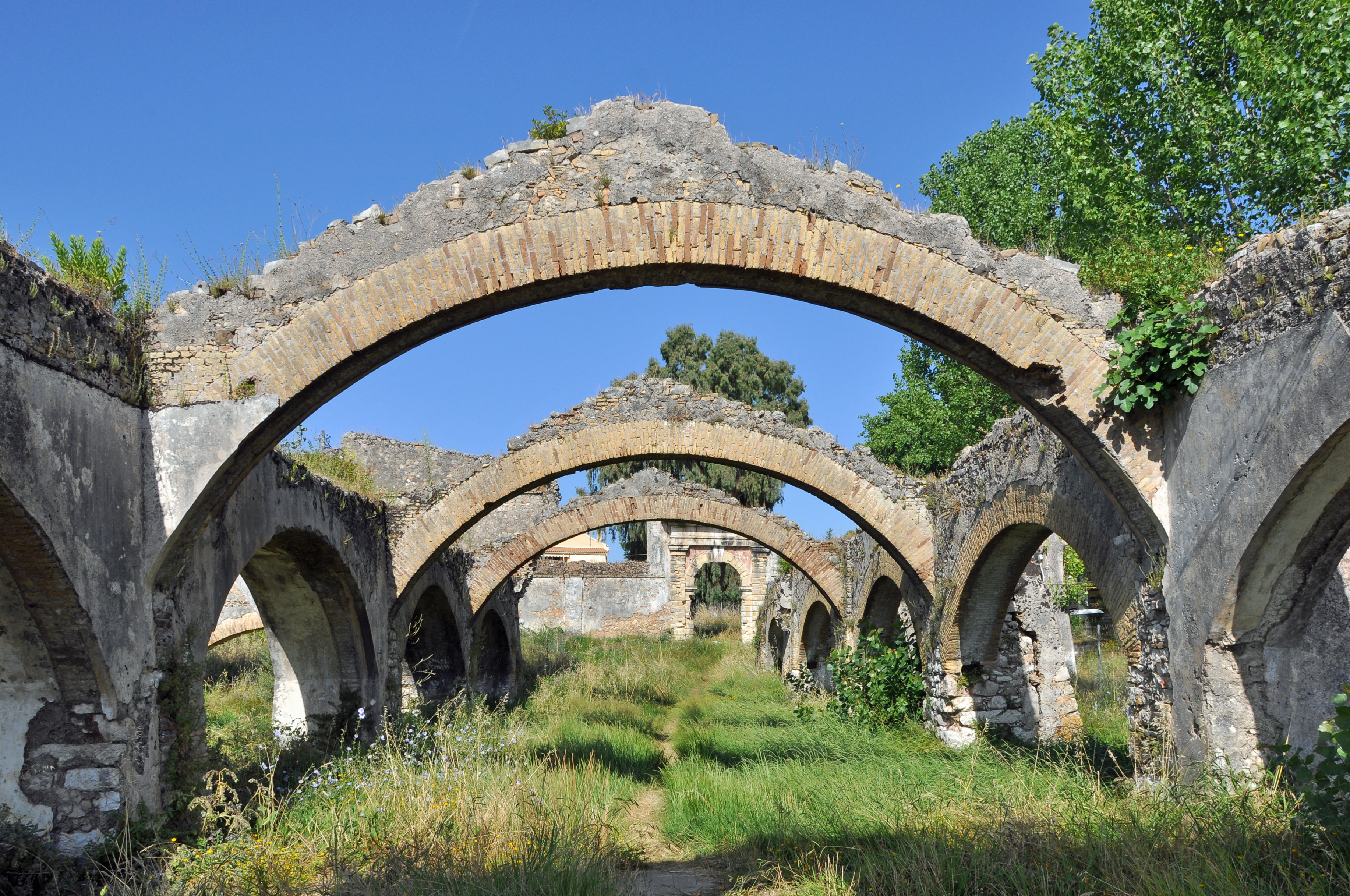
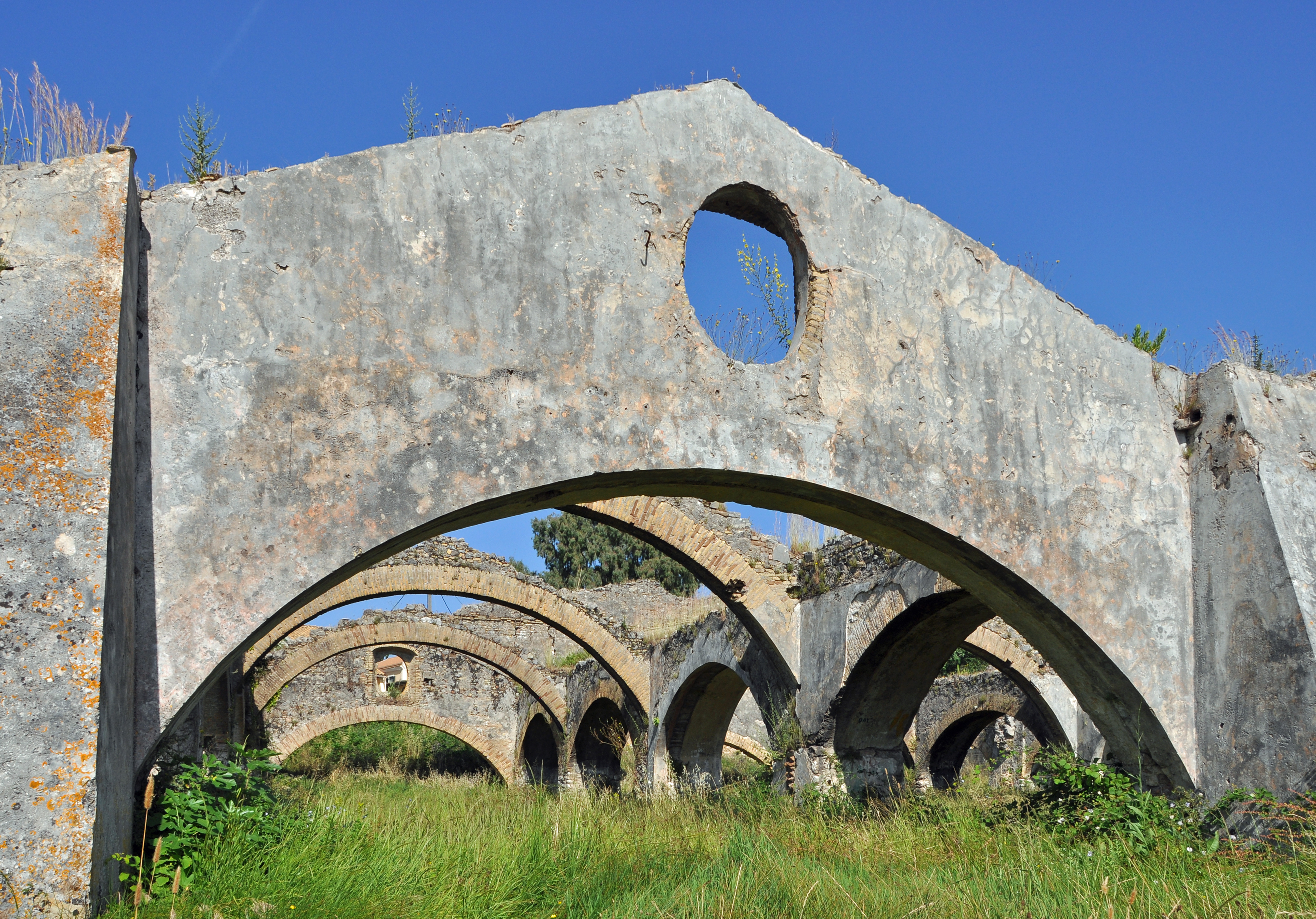
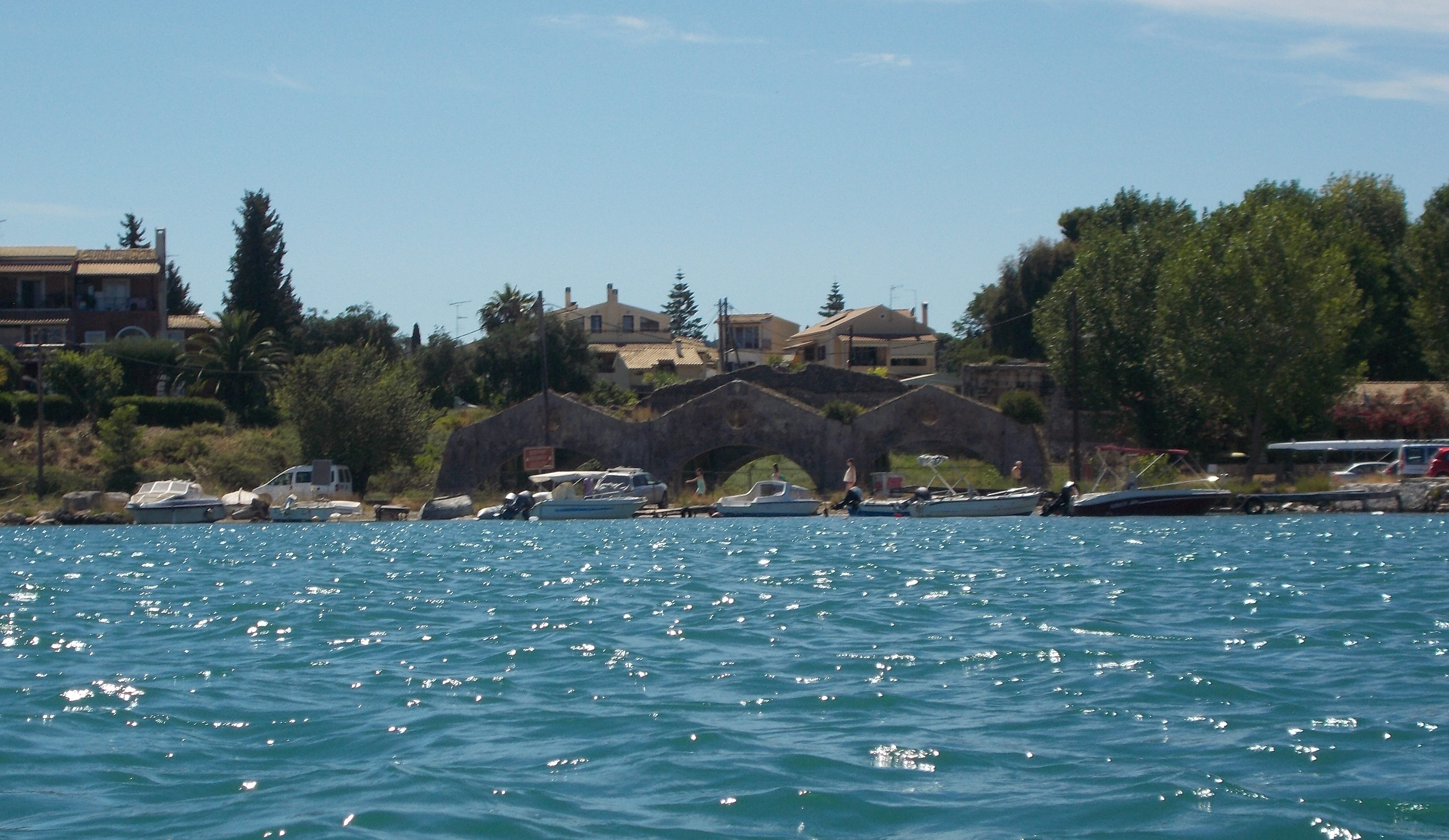